# Grand Prix Formule 1 van Spanje 1971
De Grand Prix Formule 1 van Spanje 1971 werd gehouden op 18 april 1971 in Montjuïc. Het was de eerste Formule 1 race waar slicks gebruikt werden.

## Uitslag
| Positie | Nr | Rijder               | Team                  | Ronden | Tijd/Opgave      | Startplaats | Punten |
| ------- | -- | -------------------- | --------------------- | ------ | ---------------- | ----------- | ------ |
| 1       | 11 | Jackie Stewart       | Tyrrell-Ford          | 75     | 1:49:03.4        | 4           | 9      |
| 2       | 4  | Jacky Ickx           | Ferrari               | 75     | 3.4              | 1           | 6      |
| 3       | 20 | Chris Amon           | Matra                 | 75     | 58.1             | 3           | 4      |
| 4       | 14 | Pedro Rodríguez      | British Racing Motors | 75     | + 1:17.9         | 5           | 3      |
| 5       | 9  | Denny Hulme          | McLaren-Ford          | 75     | + 1:27.0         | 9           | 2      |
| 6       | 21 | Jean-Pierre Beltoise | Matra                 | 74     | +1 Ronde         | 6           | 1      |
| 7       | 12 | François Cevert      | Tyrrell-Ford          | 74     | +1 Ronde         | 12          |        |
| 8       | 10 | Peter Gethin         | McLaren-Ford          | 73     | +2 Rondes        | 7           |        |
| 9       | 8  | Tim Schenken         | Brabham-Ford          | 72     | +3 Rondes        | 21          |        |
| 10      | 16 | Howden Ganley        | British Racing Motors | 71     | +4 Rondes        | 17          |        |
| 11      | 24 | John Surtees         | Surtees-Ford          | 67     | +8 Rondes        | 22          |        |
| NC      | 3  | Reine Wisell         | Lotus-Ford            | 58     | Niet geklasseerd | 16          |        |
| NF      | 2  | Emerson Fittipaldi   | Lotus-Ford            | 54     | Ophanging        | 14          |        |
| NF      | 27 | Henri Pescarolo      | March-Ford            | 53     | Motor            | 11          |        |
| NF      | 6  | Mario Andretti       | Ferrari               | 50     | Motor            | 8           |        |
| NF      | 19 | Alex Soler-Roig      | March-Ford            | 46     | Brandstofpomp    | 20          |        |
| NF      | 17 | Andrea de Adamich    | March-Alfa Romeo      | 26     | Versnelling      | 18          |        |
| NF      | 18 | Ronnie Peterson      | March-Ford            | 24     | Ontsteking       | 13          |        |
| NF      | 5  | Clay Regazzoni       | Ferrari               | 13     | Motor            | 2           |        |
| NF      | 25 | Rolf Stommelen       | Surtees-Ford          | 9      | Benzinedruk      | 19          |        |
| NF      | 15 | Jo Siffert           | British Racing Motors | 5      | Versnellingsbak  | 15          |        |
| NF      | 7  | Graham Hill          | Brabham-Ford          | 5      | Stuurfout        | 10          |        |

## Statistieken
| Pole-position | Jacky Ickx | Ferrari | 1:25.9 |
| Snelste ronde | Jacky Ickx | Ferrari | 1:25.1 |

## Noot
- Dit was de 25ste Grand Prix-start voor een Braziliaanse coureur.
- Dit was de 25ste podiumplaats voor Jackie Stewart en de tiende podiumplaats voor Chris Amon.
- Dit was de derde (opeenvolgende) overwinning van de Grote Prijs van Spanje voor Jackie Stewart; een verbetering van zijn record.

1913 · 1923 · 1926 · 1927 · 1933 · 1934 · 1935 · 1951 · 1954 · 1967 · 1968 · 1969 · 1970 · 1971 · 1972 · 1973 · 1974 · 1975 · 1976 · 1977 · 1978 · 1979 · 1980 · 1981 · 1986 · 1987 · 1988 · 1989 · 1990 · 1991 · 1992 · 1993 · 1994 · 1995 · 1996 · 1997 · 1998 · 1999 · 2000 · 2001 · 2002 · 2003 · 2004 · 2005 · 2006 · 2007 · 2008 · 2009 · 2010 · 2011 · 2012 · 2013 · 2014 · 2015 · 2016 · 2017 · 2018 · 2019 · 2020 · 2021 · 2022 · 2023 · 2024 · 2025 · 2026